# Henri Le Loup de La Biliais
Pour les autres membres de la famille, voir Famille Le Loup de La Biliais.
Henri Le Loup de La Biliais, né le 22 mars 1836 à Nantes et mort le 22 juillet 1907 à Saint-Étienne-de-Mer-Morte, est un homme politique français.

## Biographie
Descendant d'Yves Le Lou et petit-fils du général Marc-Antoine-Marie-Hyacinthe de La Boëssière de Lennuic, Henri Le Loup de La Biliais épouse Valentine Marie d'Escrots d'Estrée, fille du comte Victor d'Escrots d'Estrée et d'Henriette de Cornulier. Il est le beau-père de Joseph Lamour de Caslou.
Propriétaire, conseiller général de la Loire-Inférieure pour le canton de Machecoul et maire de Machecoul, il y fonde le champ de course. Il proteste dans les journaux, en octobre 1870, contre la dissolution des conseils généraux décrétée par Léon Gambetta, et servit, dans la guerre franco-allemande, comme chef de bataillon de mobilisés. 
Élu député dans la 3e circonscription de Nantes, le 5 mars 1876, il prit place à l'extrême droite, soutint le ministère d'Albert de Broglie, et après la dissolution de la Chambre, fut réélu, le 14 octobre 1877, comme candidat du gouvernement du Seize-Mai. Les électeurs nantais lui renouvelèrent son mandat le 21 août 1881 et le département de la Loire-Inférieure le renvoya à la Chambre aux élections du 4 octobre 1885. 
Il continue de voter avec la droite monarchique et demanda sans succès, le 1er juillet 1886, l'insertion au Journal officiel des noms des soldats morts au Tonkin et à Madagascar.
Ne se représentant pas avant les élections de 1896, Henri Le Loup de La Biliais fut élu sans concurrent et reprit alors sa place à l'extrême droite royaliste.

## Sources
- « Henri Le Loup de La Biliais », dans Adolphe Robert et Gaston Cougny, Dictionnaire des parlementaires français, Edgar Bourloton, 1889-1891 [détail de l’édition]